# Säffle
Säffle je grad u zapadnom dijelu središnje Švedske u županiji Värmland.

## Stanovništvo
Prema podacima o broju stanovnika iz 2005. godine u gradu živi 9.156 stanovnika.

## Vanjske poveznice
- Službena stranica grada

### Ostali projekti
|  | Zajednički poslužitelj ima još gradiva o temi Säffle |